# 19535 Роуенаткінсон
19535 Роуенаткінсон (19535 Rowanatkinson) — астероїд головного поясу, відкритий 24 квітня 1999 року.
Тіссеранів параметр щодо Юпітера — 3,384.